# Malèna
Malèna is een Italiaanse - Duitse dramafilm uit 2000 onder regie van Giuseppe Tornatore.

## Verhaal
In 1941 hebben de inwoners in het Siciliaanse dorp van de 13-jarige Renato Amoroso iets anders aan hun hoofd dan de oorlog. Renato is verliefd op de mooie Malèna Scordia, de vrouw van een soldaat. Hij achtervolgt en bespioneert haar voortdurend. Ook de andere mannen in het dorp hebben een oogje op haar. De vrouwen denken er echter anders over.

## Rolverdeling
| Acteur             | Personage              |
| ------------------ | ---------------------- |
| Monica Bellucci    | Malèna Scordia         |
| Giuseppe Sulfaro   | Renato Amoroso         |
| Luciano Federico   | Renato's vader         |
| Matilde Piana      | Renato's moeder        |
| Pietro Notarianni  | Professor Bonsignore   |
| Gaetano Aronica    | Nino Scordia           |
| Gilberto Idonea    | Advocaat Centorbi      |
| Angelo Pellegrino  | Secretaris             |
| Gabriella Di Luzio | Maîtresse van de baron |
| Pippo Provvidenti  | Dr. Cusimano           |

## Filmmuziek
De muziek van Malèna werd gecomponeerd door Ennio Morricone.